# Hirtella carinata
Hirtella carinata – gatunek małej słodkowodnej ryby sumokształtnej z rodziny zbrojnikowatych (Loricariidae), jedyny przedstawiciel rodzaju Hirtella. Został opisany naukowo w 2014 przez E. Pereirę i współpracowników.
Endemit występujący w dopływach Riacho Braço do Sul (dopływ Rio Panelão) w brazylijskim stanie Bahia. Zasiedla małe rzeki i strumienie. Dorosłe osobniki tego gatunku osiągają około 5 cm długości standardowej (SL).
Nazwa rodzajowa Hirtella wywodzi się od łacińskiego słowa hirtus (włochaty), co odnosi się do przerośniętych, włoskowatych odontod, które odróżniają dojrzałych samców tego gatunku od ich samic oraz od wszystkich innych zbrojników. Epitet gatunkowy carinata pochodzi od łacińskiego carina (kil, grzbiet) i nawiązuje do podłużnego rzędu płytek kostnych leżących w linii grzbietu, pomiędzy płetwą grzbietową a tłuszczową.
Hirtella jest taksonem siostrzanym rodzaju Pareiorhina.